# Merel Bechtold
Merel Bechtold (Blaricum, Países Bajos, 27 de febrero de 1992) es una guitarrista neerlandesa. Es reconocida por haber sido guitarrista de la banda de metal sinfónico Delain entre los años 2015-2019.

## Carrera musical
Inició su carrera musical a los quince años el año 2007, formando parte de la banda Purest of Pain en donde es la guitarrista líder. A finales del año 2012, Merel tocó por primera vez junto a la banda Delain en varios shows en vivo. Para octubre del año 2014 es contactada por el músico Isaac Delahaye (Epica) para reemplazarlo en la banda MaYan tras su salida por motivos personales. A principios del siguiente año la banda solicita a Merel que sea miembro permanente. Paralelamente, formó parte del proyecto de la cantante Anneke van Giersbergen llamado The Gentle Storm, junto a su esposo Rob Snijders y además tras varios conciertos compartidos con Delain, se convierte en parte oficial de la banda.
En junio del 2019 Merel deja Delain con el propósito de perseguir sus intereses musicales propios, siendo su último concierto en vivo con la banda en Graspop Metal Meeting el 23 de junio. Actualmente permanece junto a MaYan, Purest of Pain y se encuentra trabajando en una nueva banda llamada Dear Mother junto al también miembro de Purest of Pain y ex-baterista de Delain Joey Marin de Boer y el vocalista David "Pear" Hruska.

## Instrumentos
Merel utiliza guitarras producidas por la tienda  holandesa VanderMeij, ubicada en Ámsterdam. Cuando toca en vivo, se presenta con su guitarra multiescala de siete cuerdas VanderMeij Magistra. Como amplificador, emplea ENGL 650, marca de Ritchie Blackmore.

## Discografía

### Dear Mother
Álbumes de estudio
- Bulletproof (2021)

Sencillos
- Unbreakable (2023)

### Delain
Álbumes de estudio
- Moonbathers (2016)

EP
- Lunar Prelude (2016)
- Hunter's Moon (2019)

### MaYan
EP
- Undercurrent (2018)

### Purest of Pain
Álbumes de estudio
- Solipsis (2018)

EP y Demos
- Unleash the Beast (2010)
- Revelations of Obscurity (2011)

## Premios y nominaciones

### FemMetal Awards
| Año  | Trabajo nominado             | Categoría            | Resultado |
| ---- | ---------------------------- | -------------------- | --------- |
| 2021 | Merel Bechtold (Dear Mother) | Mejor instrumentista | Nominada  |